# Nowe Klęcino
Nowe Klęcino – nieoficjalny przysiółek wsi Klęcino w Polsce położony w województwie pomorskim, w powiecie słupskim, w gminie Główczyce.
Miejscowość położona jest przy drodze wojewódzkiej nr 213, wchodzi w skład sołectwa Główczyce.
W latach 1975–1998 miejscowość administracyjnie należała do województwa słupskiego.